# Лабзин, Александр Фёдорович
Алекса́ндр Фёдорович Лабзи́н (28 апреля [9 мая] 1766, Москва — 26 января [7 февраля] 1825, Симбирск) — русский философ, писатель, переводчик, издатель. Религиозный просветитель и мистик, один из крупнейших деятелей русского масонства, основатель ложи «Умирающий сфинкс». Использовал псевдоним «У. М.» (ученик мудрости). Переводчик и издатель трудов Якоба Бёме.
Его жена Анна Евдокимовна (1758—1828) — известная мемуаристка.

## Биография
Родился в дворянской семье. Первоначальное образование получил дома. В 1776 году поступил в дворянское отделение университетской гимназии. В 1780 году произведён в студенты Московского университета. Учился на философском факультете Московского университета (1780—1784). В 14 лет участвовал в студенческом издании «Вечерняя Заря», а на шестнадцатом году подпал под влияние известного масона И. Г. Шварца, вместе с которым читал энциклопедистов, проверяя их взгляды сличением со Святым Писанием.

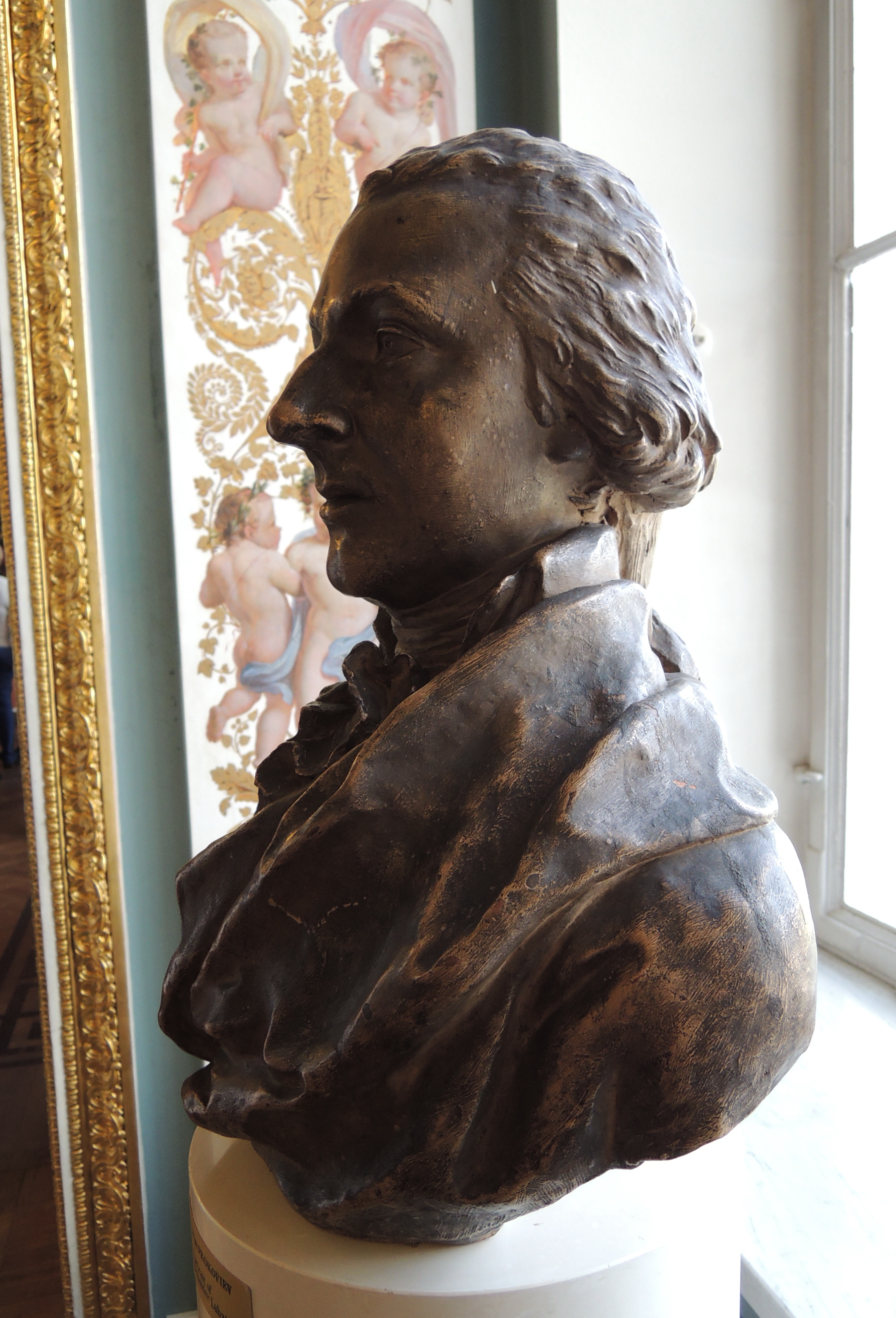
Бюст 1802 года.

В 1787 году Лабзин поднёс Екатерине II «Торжественную песнь на прибытие в Москву из путешествия в Тавриду» (М., 1787). Тогда же появились его переводы комедий Бомарше «Женитьба Фигаро» и Мерсье «Судья» («Le Juge» (фр.)) .
В 1799 году был назначен конференц-секретарём Академии художеств, в 1805 — членом адмиралтейского департамента. Перевод «Истории ордена святого Иоанна Иерусалимского» Верто (СПб., 1799—1801), сделанный Лабзиным вместе с Вахрушевым, обратил на себя внимание императора Павла I, назначившего Лабзина историографом ордена. Мистические книги издавались Лабзиным большей частью под буквами У. М., то есть «ученик мудрости».

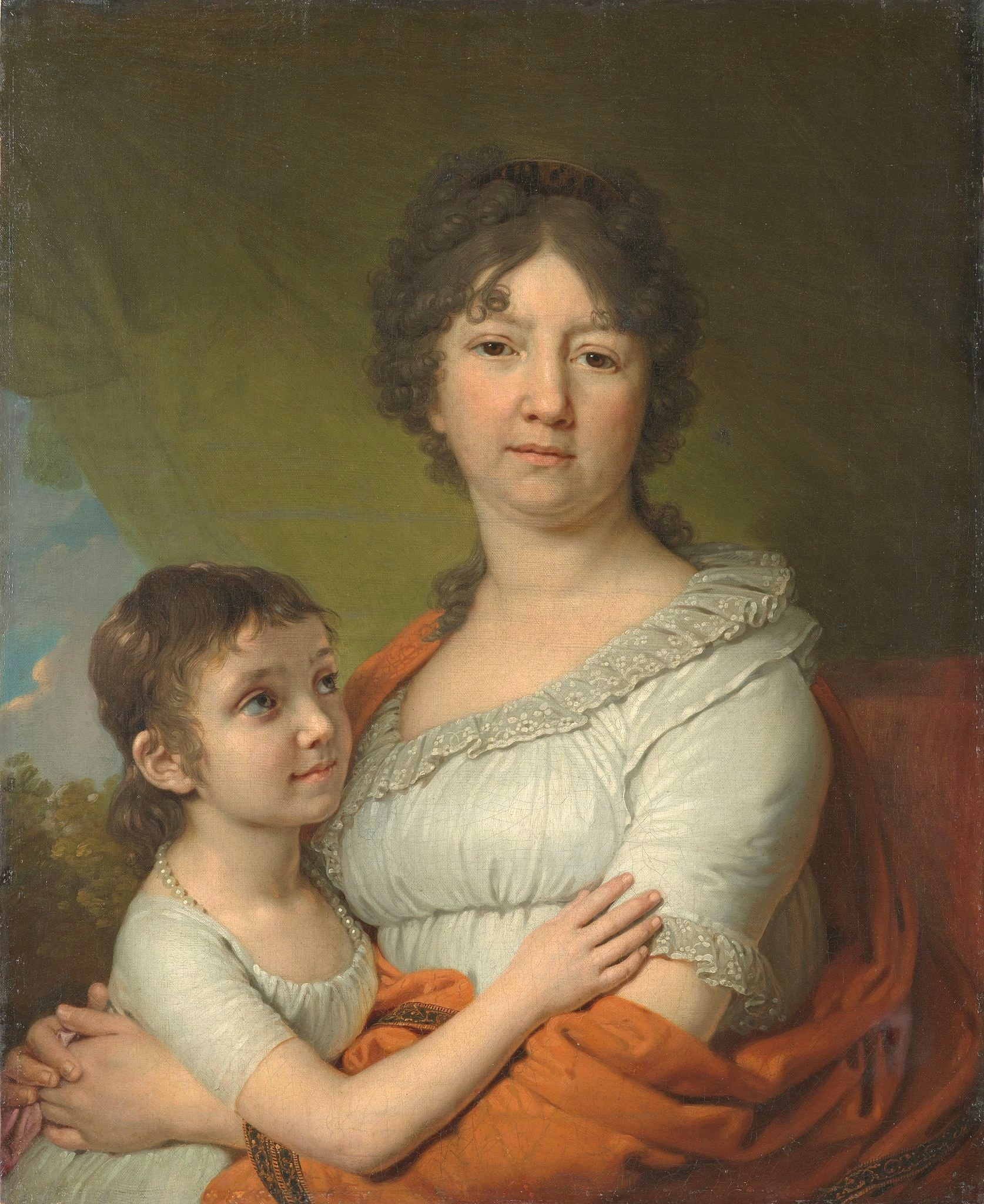
Портрет А. Е. Лабзиной с воспитанницей С. А. Мудровой. Худ. В. Л. Боровиковский.

В 1801—1806 годы Лабзин переводил труды Эккартсгаузена, Юнга-Штиллинга и др. В 1806—1807 Лабзин издавал, под псевдонимом Феопемпта Мисаилова, религиозно-нравственный журнал «Сионский вестник»; в 1806—1815 годах выпустил 30 книжек под именем Угроз Световостоков. Успех этих книжек был огромный; они стали любимым чтением в благочестивых семьях; в светских гостиных говорили о помощи ближнему по советам «Световостокова», от его имени поступали крупные пожертвования в медико-филантропический комитет.

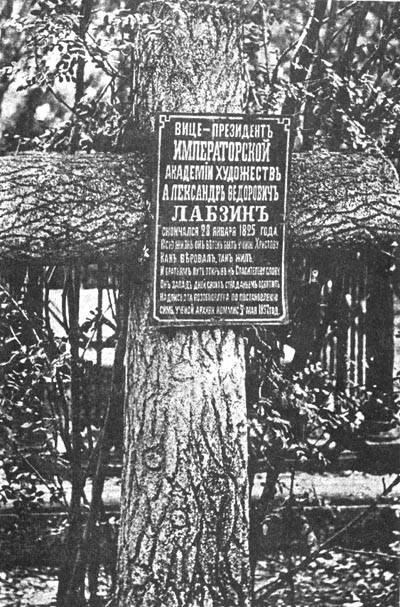
Надгробие на могиле А. Ф. Лабзина (фото 1912, Покровский некрополь, Симбирск, утрачено).

В декабре 1816 года Лабзин получил Высочайший рескрипт и орден Святого Владимира II ст. за издание духовных книг на русском языке. В том же году министром народного просвещения стал один из друзей Лабзина, князь А. Н. Голицын. Когда мистицизм сделался при дворе преобладающим течением, Лабзин решил вновь приняться за издание «Сионского вестника». Журнал начал выходить с 1817 года, с посвящением «Господу Иисусу Христу», и сразу получил значительное для того времени распространение. Голицын освободил «Сионский вестник» от обыкновенной цензуры, заявив, что будет сам цензором Лабзина.
Против масонско-мистического поветрия выступали многие православные ортодоксы, в том числе будущий архимандрит Фотий. Некоторые участники молитвенных собраний у Лабзина втайне становились перебежчиками. К числу их принадлежал А. С. Стурдза. Получив от князя С. А. Ширинского-Шихматова критический разбор «Сионского вестника», сделанный каким-то московским затворником Смирновым, он написал донос и подал его князю Голицыну. Журнал Лабзина обвинялся в произвольном толковании учения о благодати, отрицании значения книги Царств, кощунственном учении о первородном грехе и т. д.
Голицын долго защищал своего друга, но в конце концов согласился со многими выводами Стурдзы и передал цензурование «Сионского вестника» врагу мистиков, ректору петербургской духовной семинарии архимандриту Иннокентию. Лабзин не мог и не хотел изменять направление своего журнала и вынужден был его прекратить. После запрета масонских обществ литературная деятельность его тоже не могла идти успешно, и он с тех пор издал только: «Зеркало внутреннего человека, в котором каждый себя видит, состояние своей души познавать и исправление своё по тому располагать может» (СПб., 1821).
Назначен вице-президентом Академии художеств (12.1.1818). Известный своей прямотой и неподкупностью, Лабзин в сентябре 1822 выразил несогласие с избранием А. А. Аракчеева, В. П. Кочубея и Д. А. Гурьева в почётные члены Академии художеств на том основании, что «они близки к государю», заявив, что ещё более близок к императору лейб-кучер Илья. На Лабзина поступил донос, и он был уволен в отставку и выслан (20.10.1822) по указу Александра I в Сенгилей Симбирской губернии. В 1823 получил разрешение переселиться в Симбирск. Здесь он прожил, окружённый общим уважением, до смерти своей, в 1825 году. Богато одарённый от природы, Лабзин всю жизнь заботился о самообразовании и даже в зрелом возрасте изучал высшую математику.
Похоронен на кладбище Симбирского Покровского мужского монастыря, могила утрачена.

## Семья
Был женат с 1794 года на Анне Евдокимовне (1758—1828), урожденная Яковлева, в первом браке была замужем за А. М. Карамышевым, во втором — за А. Ф. Лабзиным, своих детей не было, у них жила воспитанница Софья Алексеевна Мудрова, племянница известного врача М. Я. Мудрова.

## Переводы
- Из Эккартсгаузена Лабзин перевёл:
  - «Путешествие младого Костиса от Востока к Полудню» (СПб., 1801; 3-е издание, М., 1816),
  - «Важнейшие иероглифы для человеческого сердца» (СПб., 1803; 2-е издание 1816),
  - «Облако над святилищем, или Нечто такое, о чём гордая философия и грезить не смеет» (СПб., 1804),
  - «Ключ к таинствам природы» (СПб., 1804; 2-е издание, 1821),
  - «Наставление мудраго испытанному другу» (СПб., 1803) и многое др.
- Из Юнга-Штиллинга:
  - «Приключения по смерти» (СПб., 1805)
  - «Последние дни Юнга Штиллинга, или Шестая книжка его жизни / начатая им самим, ; а окончанная внуком и зятем его» (СПб., 1818)
- Пуаре П. «Просвещенный пастух, или Духовный разговор одного благочестиваго священника с пастухом…» (СПб., 1806).
- "«Christosophia, или Путь к Христу, в девяти книгах, творение Иакова Бема, прозванного тевтоническим философом» (Спб., 1815)[2]